# みずがめ座EZ星
みずがめ座EZ星(英:EZ Aquarii)はみずがめ座の方向に約11.3光年（3.45パーセク）離れた三重連星系である。「ルイテン789-6」や「グリーゼ866」という名称としても知られている。3つの恒星は全て、太陽より小さい赤色矮星である。かつては二重連星系だと思われていたが、恒星Aの分光観測により、恒星Cと連星を成していることがわかった。AとCは0.03au離れており、公転周期はわずか3.8日である。この連星を823日周期で恒星Bが公転している。AとBからは強いX線が放出されている。
連星系のハビタブルゾーンには、生命の存在が可能な周連星惑星が存在する可能性がある。みずがめ座EZ星は約3万2300年後に太陽系に約8.2光年（2.5パーセク）まで最接近するとされている。ChViewシミュレーションによると、この連星系に最も近い恒星はラカーユ9352で、約4.1光年（1.3パーセク）離れている。